# مات بالمر
مات بالمر (بالإنجليزية: Matt Palmer)‏ (27 فبراير 1995 دربي المملكة المتحدة - ) هو لاعب كرة قدم بريطاني يلعب كلاعب وسط.

## روابط خارجية
- مات بالمر على موقع قاعدة بيانات كرة القدم.إي يو (الإنجليزية)
- مات بالمر على موقع Soccerbase.com (لاعب) (الإنجليزية)
- مات بالمر على موقع Soccerway.com (الإنجليزية)
- مات بالمر على موقع عالم كرة القدم.نت (الإنجليزية)